# Pseudomacromotettix taiwanensis
Pseudomacromotettix taiwanensis is een rechtvleugelig insect uit de familie doornsprinkhanen (Tetrigidae). De wetenschappelijke naam van deze soort is voor het eerst geldig gepubliceerd in 2012 door Zheng, Li & Lin.